# Tre gendarmi a New York
Tre gendarmi a New York (Le Gendarme à New York) è un film del 1965 diretto da Jean Girault. È il secondo film della fortunata serie de I gendarmi di Saint-Tropez, preceduto da Una ragazza a Saint-Tropez (1964) e seguito da Calma ragazze, oggi mi sposo (1968).

## Trama
I gendarmi di Saint-Tropez sono stati scelti a rappresentare la Francia in una conferenza internazionale di polizia a New York. Dopo un viaggio sul piroscafo France, sbarcano a Manhattan. Presto Cruchot crede di aver allucinazioni e vedere sua figlia Nicole dappertutto: infatti Nicole si è imbarcata sulla nave come clandestina, all'insaputa del padre. Arrestata dalla dogana all'arrivo, Nicole viene avvicinata da un giornalista e finge di essere un'orfana desiderosa di scoprire l'America. Commosso e pensando di scrivere una bella serie di articoli romantici su questa storia, il giornalista la prende sotto la sua protezione. Intanto Cruchot e la sua squadra di gendarmi vanno a scoprire New York, tranne Fougasse che si è ammalato durante il viaggio ed è stato ricoverato in ospedale, rimanendoci fino alla fine del soggiorno.
Tutti finiscono poi per credere che Cruchot sia pazzo, dato che crede di vedere ovunque sua figlia Nicole. Va anche a consultare uno psicoanalista, ma leggendo un giornale vede una fotografia di Nicole in un articolo che parla di un suo coinvolgimento romantico con un carabiniere italiano. Allora, rintracciato quest'ultimo, lo costringe a rivelare dove sia sua figlia e infine la trova nella salumeria newyorkese dei lontani parenti del carabiniere. Riesce quindi a recuperarla ma sono entrambi inseguiti dai siciliani che credono che Nicole sia stata rapita. Cruchot e Nicole riescono a fuggire nascondendosi a Chinatown e vestendosi da coppia cinese locale. Dopo una serie di avventure e inseguimenti della NYPD e dei suoi commilitoni, Ludovic e Nicole riescono a prendere un taxi che li porterà all'aeroporto per ritornare in patria. Il suo superiore Gerber scopre tutta la verità al rientro a Saint-Tropez e promette a Cruchot che la pagherà cara 

## Esterni
Il film è stato girato a Saint-Tropez, Nizza, Parigi, Le Havre, New York e sul transatlantico France.

## Accoglienza
Il film è stato uno dei più grandi successi del 1965 in Francia, con oltre cinque milioni di ingressi nelle sale cinematografiche.

## Sequel
- Calma ragazze, oggi mi sposo (1968)
- 6 gendarmi in fuga (1970)
- Il gendarme e gli extraterrestri (1979)
- Le Gendarme et les gendarmettes (1982)